# SSM-700K C-Star
SSM-700K Hải Tinh (Haeseong / C-Star) (해성 미사일) là một dòng tên lửa hạm đối hạm do Cơ quan Phát triển Quốc phòng Hàn Quốc thiết kế, thông tin xuất hiện lần đầu ra công chúng vào tháng 11 năm 1998 và bắt đầu đưa vào phục vụ năm 2006 với tầm bắn 150 km. Các chi tiết thiết kế của loại tên lửa này chưa được biết trừ việc nó trông rất giống với tên lửa Harpoon. 

## Phát triển
Việc phát triển các tên lửa chống hạm đã được Cơ quan Phát triển Quốc phòng Hàn Quốc tiến hành từ năm 1979. Với kết quả là tên lửa Haeryong, hoạt động nhìn chung là tốt trong cuộc thử nghiệm năm 1984 và được đánh giá là có thể cạnh tranh với các mẫu nước ngoài. Nhưng do hệ thống tìm mục tiêu của nó lại phụ thuộc vào chỉ điểm laser vốn không hoạt động tốt trong thời tiết xấu và sương mù lúc mà quân đội bắt đầu thử nghiệm chúng cùng áp lực từ Hoa Kỳ khiến cho dự án bị hủy.
Sau đó cơ quan Phát triển Quốc phòng Hàn Quốc đã bỏ ra 100 tỷ won để phát triển loại tên lửa mới trong khoảng năm 1996 đến 2003 để thay thế các tên lửa Harpoon của Hoa Kỳ. Công việc bắt đầu từ năm 1996 với việc hợp tác cùng LG Innotek (nay là LIG Nex1) để sản xuất. Ban đầu dự án dự tính sẽ mất 270 tỷ won.

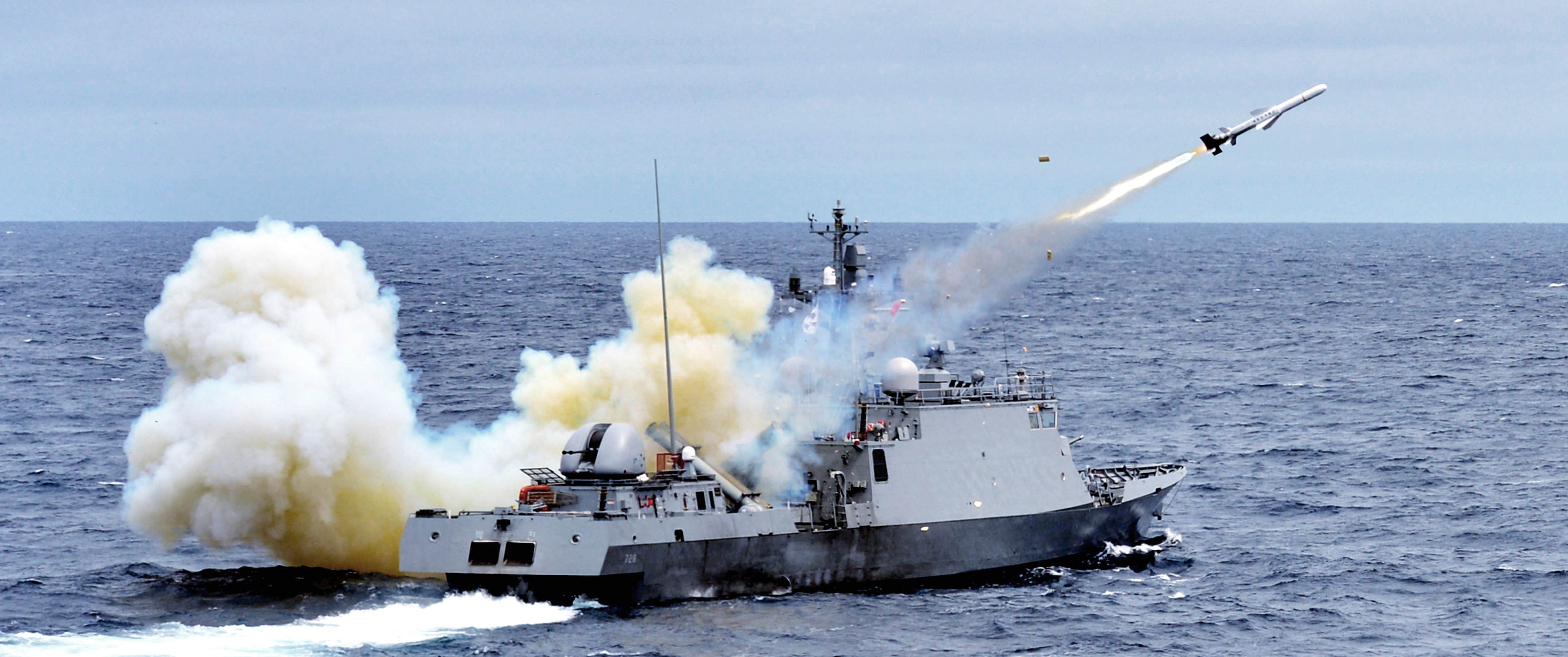
Một quả Hải Tinh được phóng từ một tàu tuần tra của Hải quân Đại Hàn Dân Quốc

Việc thử nghiệm bắt đầu trên một tàu hộ vệ săn ngầm lớp Pohang, đến ngày 21 tháng 8 năm 2003 thì bắt đầu phóng các mẫu thử có mang đầu đạn. Dòng tên lửa này được chính thức giới thiệu ra công chúng năm 2004 với biệt danh Haeseong (tiếng Hàn: 해성; Hanja: 海星; Hán-Việt: Hải Tinh), định danh chính thức là SSM-700K. Mẫu chế tạo trong dây chuyền sản xuất hàng loạt được thử nghiệm thành công ngày 20 tháng 12 năm 2005 và dây chuyền được đưa vào hoạt động chính thức năm 2006 sau khi được thông qua. Vào năm 2006, loại tên lửa này được tuyên bố là sẽ sản xuất 100 quả cho đến năm 2010 theo hợp đồng và trang bị trên các tàu hộ vệ và các lớp tàu chiến lớn hơn, nhất là các khu trục hạm đề KDX-II và KDX-III cũng như có thể trang bị cho một số tàu ngầm.